# Laurens, South Carolina
Laurens, South Carolina là một đô thị, quận lỵ quận Laurens 6, tiểu bang Nam Carolina, Hoa Kỳ. Theo kết quả điều tra dân số năm 2000 của Cục điều tra dân số Hoa Kỳ, thành phố này có dân số 9916 người 2.
Thành phố này có diện tích 10,6 km2, trong đó tất cả là diện tích mặt đất.